# 翁斯基尔克
翁斯基尔克（法語：Honskirch）是法国摩泽尔省的一个市镇，属于沙托萨兰区（Château-Salins）阿尔贝斯特罗县（Albestroff）。该市镇总面积6.55平方公里，2009年时的人口为219人。

## 人口
翁斯基尔克人口变化图示